# Szlovák labdarúgó-szövetség
A Szlovák labdarúgó-szövetség (szlovákul: Slovenský futbalový zväz – angolul Slovak Football Association (SFZ) Szlovákia nemzeti labdarúgó-szövetsége. 1938-ban alapították. A szövetség szervezi a Szlovák labdarúgó-bajnokságot, valamint a Szlovák kupát. Működteti a Szlovák labdarúgó-válogatottat, valamint a Szlovák női labdarúgó-válogatottat. Székhelye Pozsonyban található.

## Történelme
1938-ban alapították. A Nemzetközi Labdarúgó-szövetségnek (FIFA) 1994-től tagja. 
1993-tól az Európai Labdarúgó-szövetség (UEFA) tagja. Fő feladata a nemzetközi kapcsolatokon kívül, a  Szlovák labdarúgó-válogatott férfi és női ágának, a korosztályos válogatottak illetve a nemzeti bajnokság szervezése, irányítása. A működést biztosító bizottságai közül a Játékvezető Bizottság (JB) felelős a játékvezetők utánpótlásáért, elméleti (teszt) és cooper (fizikai) képzéséért, foglalkoztatásáért.